# Красная Башкирия (Абзелиловский район)
Кра́сная Башки́рия (баш. Ҡыҙыл Башҡортостан) — село в Абзелиловском районе Республики Башкортостан. Административный центр Краснобашкирского сельсовета.
Численность населения составляет 2435 чел. (2010 г.), крупнейший после районного центра села Аскарово населённый пункт района. Согласно переписи 2020 года население составляло 2553 человека.

## Географическое положение
Расположено на востоке республики, в верховьях ручьёв Тоштуй (приток реки Янгельки) и Кремневого (приток реки Урала), в 8 км к западу от города Магнитогорска, в 22 км к северо-востоку от районного центра села Аскарова и в 240 км к юго-востоку от столицы республики города Уфы.
В 5,5 км к западу от села находится международный аэропорт Магнитогорск. На восточной окраине села находится железнодорожная станция Красная Башкирия на ветке Магнитогорск — Сибай.
По северу села проходит автодорога Магнитогорск — аэропорт, от неё на север и на юг отходит Магнитогорская кольцевая автодорога.

## История
Совхоз «Красная Башкирия» образован в январе 1929 года на целине, параллельно со строительством соседнего города Магнитогорска. Первостроители совхоза до основания села жили во временных бараках, там же были организованы первые курсы трактористов.
Селение основано в 1930‑е годы в связи с организацией совхоза.
Статус посёлка Центральной усадьбы совхоза «Красная Башкирия» изменён на село в 2005 году, согласно Закону Республики Башкортостан от 20 июля 2005 года N 211-з «О внесении изменений в административно-территориальное устройство Республики Башкортостан в связи с образованием, объединением, упразднением и изменением статуса населенных пунктов, переносом административных центров».
До 10 сентября 2007 года называлось селом Центральной усадьбы совхоза «Красная Башкирия» (непродолжительное время именовалось посёлком Краснобашкирским).

## Население
| 1968 | 2002  | 2009  | 2010  |
| ---- | ----- | ----- | ----- |
| 975  | ↗2286 | ↘2283 | ↗2435 |

Историческая численность населения: в 1939—636 чел.; 1959—850 чел.; 1989—2016 чел..

## Инфраструктура
В селе действуют средняя школа, детский сад, дом культуры, больница, музыкальная школа, электростанция, кирпичный завод, асфальтный завод, АО «Абзелил-монтаж», рынок «Стройдвор».
Между селом и городом Магнитогорском находятся гостиница «Золотая юрта», кафе «Ковчег Урала», ТЦ «Красная Башкирия».

## Религия
В селе есть мечеть и православная церковь Покрова Пресвятой Богородицы.